# MACPF
MACPF ist eine Familie von Proteinen, deren Vertreter eine MACPF-Proteindomäne besitzen. MACPF-Proteine sind z. B. C6, C7, C8α, C8β und C9 des membrane attack complex (MAC) des Komplementsystems und Perforin (PF), woher die Bezeichnung stammt. Sie dienen analog zu den porenbildenden Toxinen zur Bildung einer Pore in Bakterien, Pilzen, viral infizierten und entarteten Zellen im Rahmen der Immunantwort.

## Eigenschaften
MACPF-Proteine sind in verschiedenen Datenbanken registriert (Pfam= PF01823, InterPro= IPR001862, SMART=  MACPF, PROSITE = PDOC00251, TCDB =  1.C.39). Das Protein C9 perforiert pathogene Gram-negative Bakterien und viral infizierte Zellen und führt somit zur Lyse und zum Zelltod. Perforin wird von zytotoxischen T-Zellen freigesetzt und erlaubt zusätzlich zur Lyse den Einstrom von Granzymen in die zu lysierende Zelle. Ein Gendefekt in einem der beiden Gene führt zu Erkrankungen. MACPF sind von ihrer Proteinstruktur mit den cholesterolabhängigen Zytolysinen verwandt.
Bisher wurden etwa 500 Vertreter der MACPF-Familie beschrieben. Im Menschen sind dies C6, C7, C8A, C8B, C9, FAM5B, FAM5C, MPEG1 und PRF1. Das pflanzliche Protein CAD1 dient ebenfalls der Infektabwehr. Die Seeanemone Actineria villosa verwendet ein MACPF-Protein als Toxin. MACPF-Proteine dienen der Plasmodium spp. zur Penetration der Zellen des Stechmückenwirts und der menschlichen Hepatozyten.
Nicht alle MACPF-Proteine dienen der Abwehr. Astrotactin kommt bei der Zellmigration von Neuronen vor. Apextrin ist in der Entwicklung von Seeigeln beteiligt. Das Torso-like protein in Drosophila steuert die embryonale Musterbildung. Die Beteiligung einer möglichen lytischen Funktion dieser Proteine ist unbekannt.
Die MACPF-Proteine in Chlamydia spp. und in Photorhabdus luminescens wurden noch nicht näher charakterisiert. Letzteres ist vermutlich nicht-lytisch.

## Struktur und Mechanismus
MACPF-Proteine sind von ihrer Proteinstruktur mit den cholesterolabhängigen Zytolysinen verwandt. Die Proteinstruktur von Plu-MACPF, dem MACPF-Protein aus dem insektenpathogenen Enterobakterium Photorhabdus luminescens, ist homolog zu den porenbildenden Toxinen aus Clostridium perfringens. Die Konservierung der Aminosäuresequenz ist jedoch niedrig, weshalb der Nutzen sequenzbasierter Suchalgorithmen begrenzt ist.
Vermutlich bilden MACPF-Proteine und cholesterolabhängige Zytolysine Poren über den gleichen Mechanismus. Eine konzertierte Änderung der Proteinfaltung in jedem Monomer entwindet zwei α-Helices, woraus vier amphipathische β-Stränge gebildet werden, die die Zellmembran durchstoßen und die Pore in die Biomembran hinein erweitern.
|  |  |

|  |  |

## Erkrankungen
Gendefekte im C9 oder anderen Teilen des MAC erhöht das Risiko einer Meningokokken-Meningitis. Eine übermäßige Aktivierung der MACPF-Proteine durch Mangel des Inhibitors CD59s führt zu paroxysmaler nächtlicher Hämoglobinurie.
Eine Perforindefizienz führt zur hämophagozytischen Lymphohistiozytose (FHL oder HLH).
Das MACPF-Protein DBCCR1 ist vermutlich ein Tumorsuppressor bei Blasenkrebs.